# Sockel AM2
Der Sockel AM2 ist ein Prozessorsockel für AMD-Prozessoren der Athlon-64-Familie und der darauf basierenden Sempron-Prozessoren ab Revision F.
Mit dem Sockel AM2 führte AMD das DDR2-Speicherinterface und die Virtualisierungstechnik AMD-V in seinen Prozessoren ein.
Die Prozessoren wurden zuerst in der 90-nm-Fertigung produziert, seit Anfang Dezember 2006 auch in 65 nm.
Der Sockel AM2 ist der Nachfolger von Sockel 754 und Sockel 939. Der Sockel 754 wurde allerdings noch eine Zeit lang für den Sempron und AMD Turion 64 weitergeführt, während der Sockel 939 relativ schnell vom Markt verschwand.
Mit leichten Verbesserungen trat im Herbst 2007 der Sockel AM2+ die Nachfolge des AM2 an. Beide Sockel sind mechanisch und elektrisch kompatibel, wodurch auch Prozessoren für den Sockel AM2+ (solche auf K10-Basis) auf Mainboards mit Sockel AM2 nutzbar sind, allerdings zum Teil mit reduziertem Funktions- und evtl. Leistungsumfang.